# Lappula spinocarpos
Lappula spinocarpos là loài thực vật có hoa trong họ Mồ hôi. Loài này được (Forssk.) Asch. ex Kuntze mô tả khoa học đầu tiên năm 1887.